# Брексвил (Охајо)
Брексвил (енгл. Brecksville) град је у америчкој савезној држави Охајо.

## Демографија
По попису из 2010. године број становника је 13.656, што је 274 (2,0%) становника више него 2000. године.
| Група             | 2000.          | 2010.          |
| Белци             | 12.578 (94,0%) | 12.594 (92,2%) |
| Афроамериканци    | 255 (1,9%)     | 238 (1,7%)     |
| Азијати           | 342 (2,6%)     | 471 (3,4%)     |
| Хиспаноамериканци | 136 (1,0%)     | 192 (1,4%)     |
| Укупно            | 13.382         | 13.656         |